# Río Kuyuwini
El río Kuyuwini (en inglés: Kuyuwini River) es un río localizado en el extremo sur del territorio que administra Guyana en la zona en disputa llamada por Venezuela como Guayana Esequiba, se trata de un tributario del Río Esequibo cerca de los Ríos Kassikaityu (al sur) y Kwitaro (al norte). Guyana lo organiza como parte de la novena región llamada Alto Tacutu-Alto Esequibo (Upper Takutu-Upper Essequibo). Muy cerca se encuentra la frontera brasileña.